# Odranec (latrán)
Odranec je zaniklé podhradní městečko (latrán), které ve středověku sloužilo jako hospodářské zázemí hradu Stará Dubá. Nachází se na levém břehu Sázavy severozápadně od osady Doubravice 1.díl v katastrálním území Přestavlky u Čerčan v okrese Benešov. Dochovalo se z něj několik úseků hradeb, příkop a zřícenina věže. Pozůstatky latránu jsou společně s hradem chráněny jako kulturní památka.

## Historie
Dějiny Odrance přímo souvisí s hradem Stará Dubá, založeným ve třináctém století, pro nějž plnilo funkci hospodářského zázemí. Zaniklo nejspíše spolu s hradem po jeho dobytí vojskem Jiřího z Poděbrad v roce 1467 nebo 1466. Jako zřícenina byl hrad poprvé popsán roku 1468.

## Popis
Pozůstatky latránu se nachází pod hradem na břehu Sázavy. Dochovaly se z něj části ohrazení, poškozené výstavbou železniční trati Čerčany – Světlá nad Sázavou. Vnitřní zástavba zanikla, ale její relikty se patrně zachovaly pod několik desítek centimetrů mocnou vrstvou naplavenin. Městečko tvořila nejspíše jediná ulice spojující dvě brány, po jejíž stranách se nacházely parcely jednotlivých domů.
Podél řeky stojí obvodová hradba s pečlivě vrstveným lomovým zdivem. Na obou koncích na ni navazují částečně dochované zdi spojující městečko s hradem. Jižní zeď stoupá po opyši k závěru hradního jádra, zatímco severní zeď navazovala na čelní hradbu jádra. Podél celého severního úseku vedl prodloužený šíjový příkop, který je ale v prostoru latránu značně zanesen destrukcí. Severní hradbu zesilovala čtverhranná, dovnitř otevřená věž.
Vstup do latránu od severu umožňovala věžová brána, vysunutá asi o půl metru před linii hradby. Do průjezdu vede hrotitý portál s vpadlinou pro padací most. Portál uzavírala vrata zajišťovaná mohutnou závorou. Vnitřní portál byl podle historických popisů zaklenutý půlkruhem. Z prvního patra věže vedly portálky na přilehlé úseky hradeb.
Případná jižní brána se dochovala pouze v podobě pahorku poškozeného výstavbou železniční trati. Podle starých plánů měla také charakter věže, ale není jisté, že plnila funkci brány. Dokladem pro ni je celkové komunikační schéma latránu. Příčinou zániku věže byl asi potok, který u jižní hradby nahrazoval příkop a jehož voda podemlela čelní stranu věže.

## Galerie

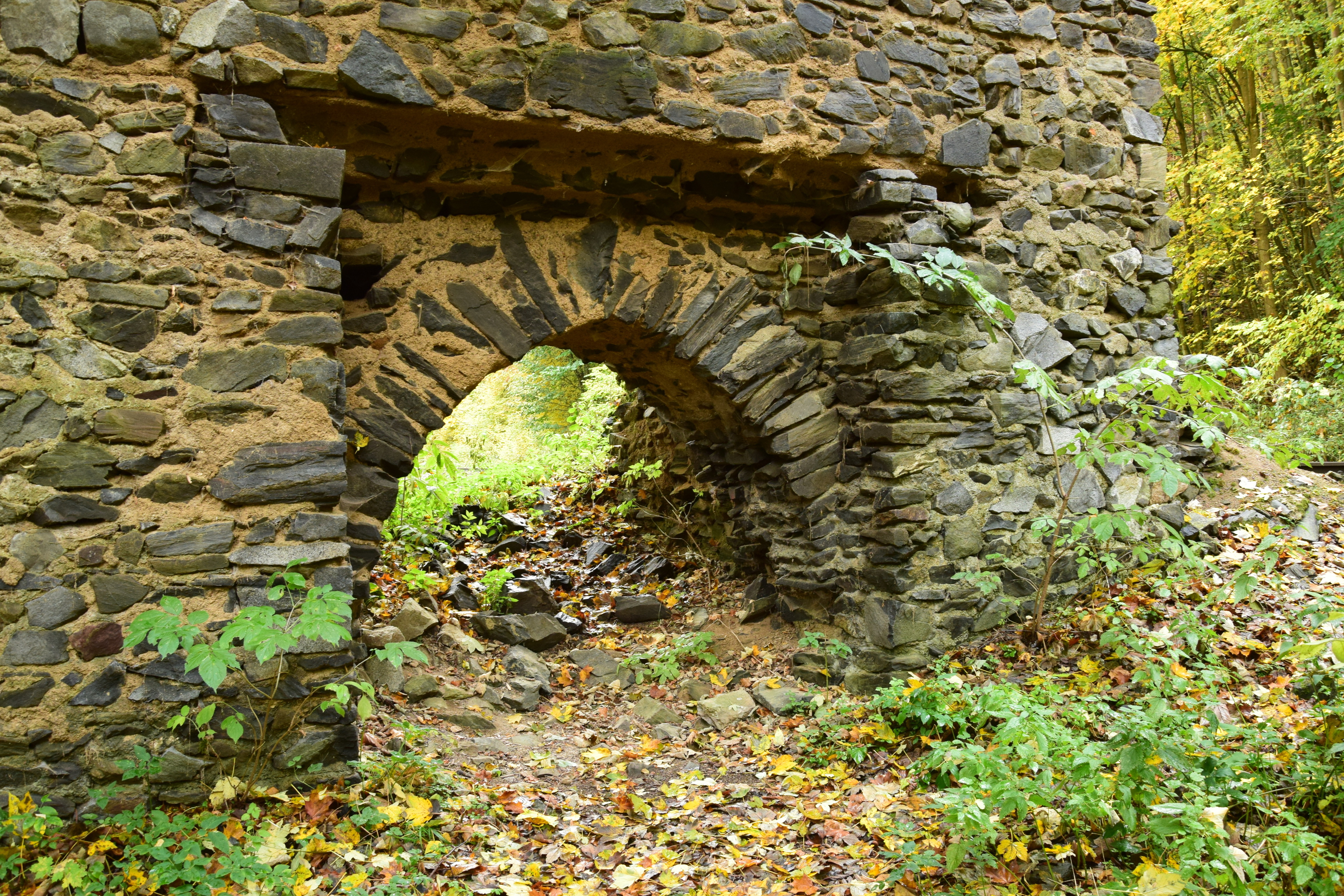
Portál severní brány
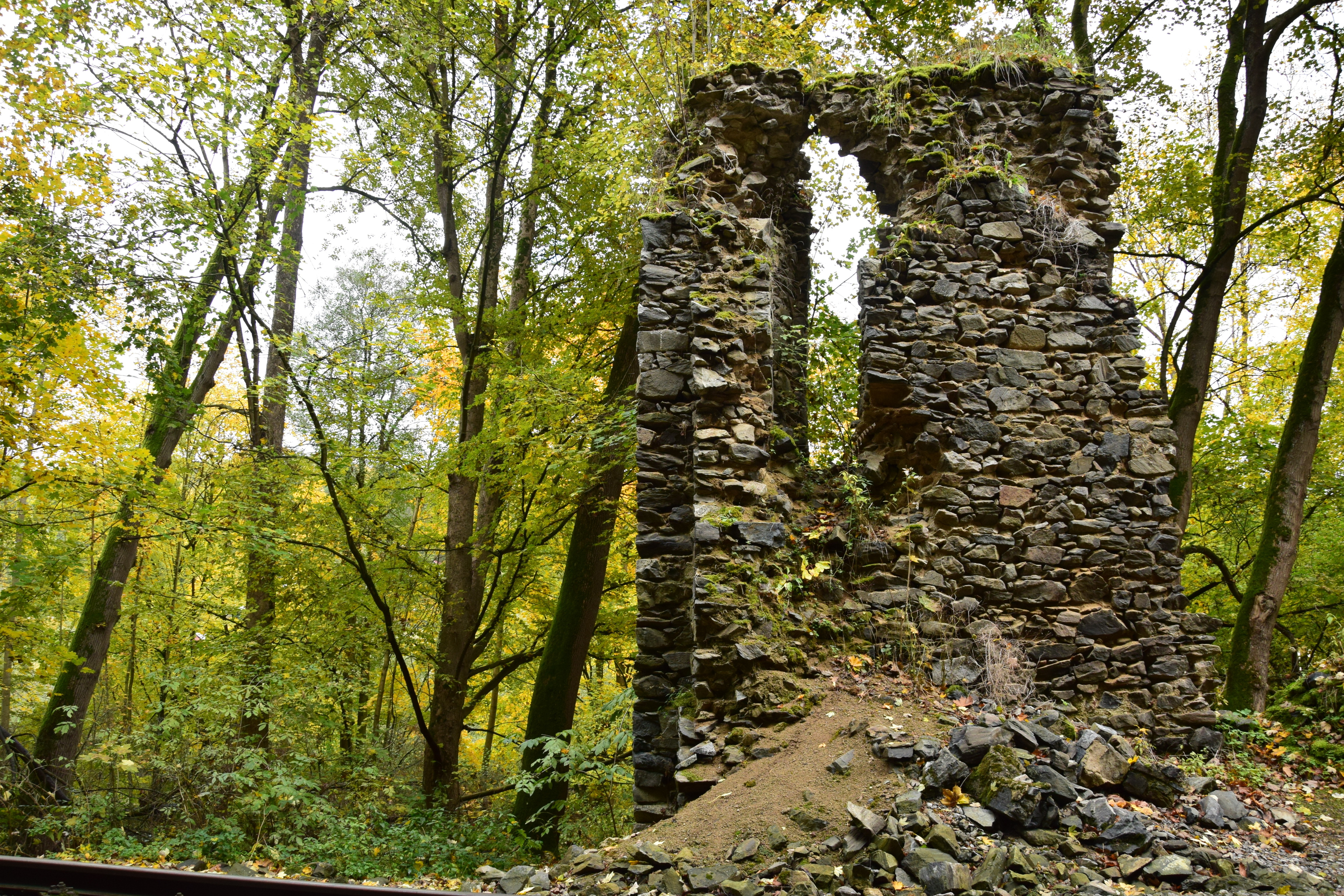
Věž severní brány s torzem vstupního portálku na hradební ochoz
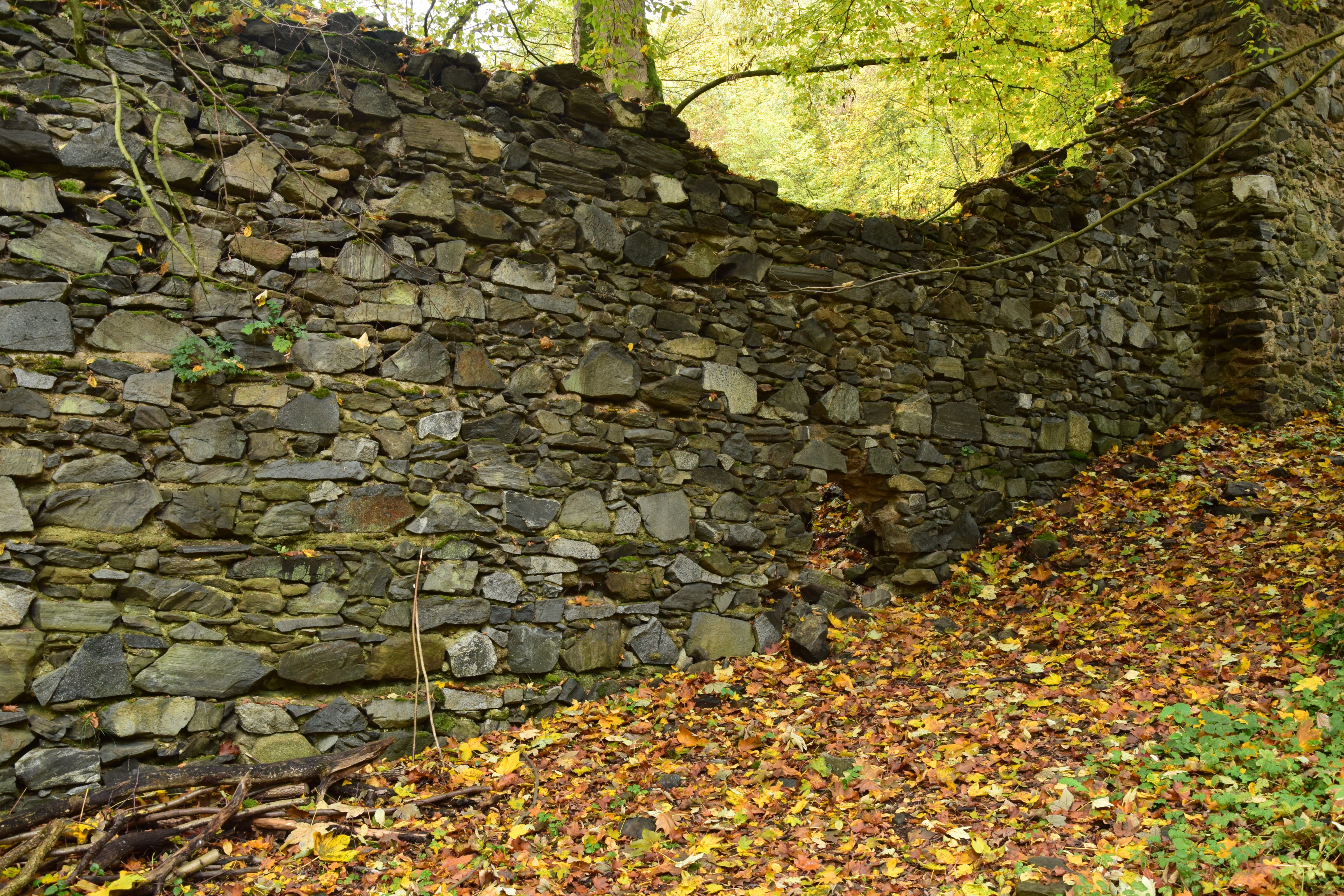
Vnější strana části severní hradby
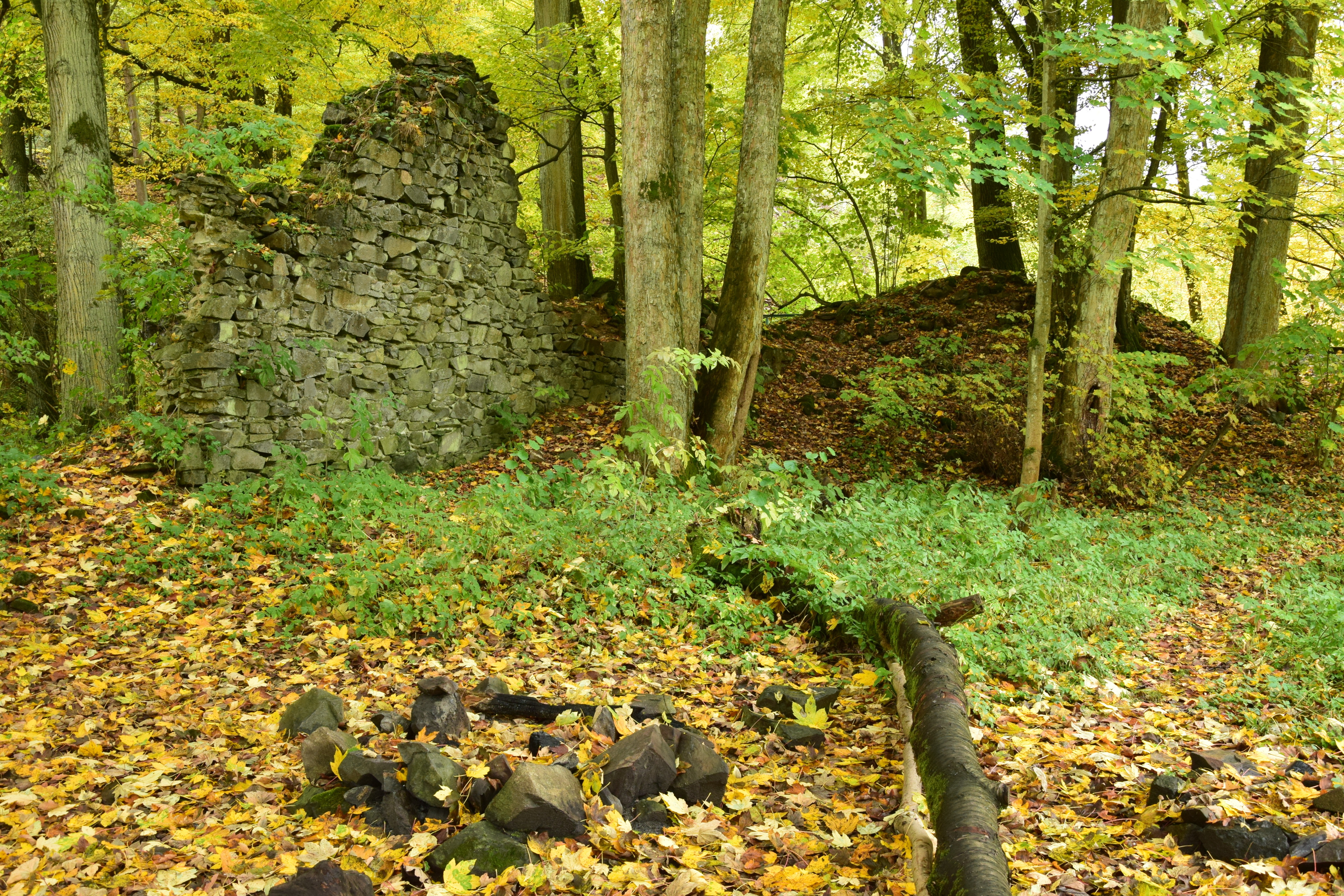
Vnitřní strana jižní hradby